# Новокузьминка (Новосибирская область)
Новокузьминка — деревня в Ордынском районе Новосибирской области России. Входит в состав Верх-Алеусского сельсовета.

## География
Площадь деревни — 106 гектаров.

## Население
| 2002 | 2007 | 2010 |
| ---- | ---- | ---- |
| 348  | ↘343 | ↘252 |

## Инфраструктура
В деревне по данным на 2007 год функционируют 1 учреждение здравоохранения и 1 учреждение образования.